# Cheng Jingye
Cheng Jingye (chinesisch 成竞业; * Oktober 1959) ist ein chinesischer Diplomat, der seit Mai 2016 er Botschafter der Volksrepublik China in den Canberra ist.
Er verfügt über einen Master-Abschluss.
Von 1985 bis 1990 war er Attaché und Botschaftssekretär dritter Klasse in der Abteilung für internationale Organisationen und Konferenzen im Außenministerium der Volksrepublik China in Beijing.
Von 1990 bis 1993 war er Botschaftssekretär dritter Klasse später zweiter Klasse bei der Ständigen Vertretung beim UN-Hauptquartier.
Von  1993 bis 2000 war er Botschaftssekretär zweiter Klasse, stellvertretender Abteilungsleiter, Abteilungsleiter der Abteilung für internationale Organisationen und Konferenzen im Außenministerium.
Von 2000 bis 2003 war er Stellvertretender Generaldirektor der Abteilung Rüstungskontrolle im Außenministerium.
Von 2003 bis 2005 war er Ministerialrat beim UN-Hauptquartier.
Von 2005 bis 2007 war er Stellvertretender Ständiger Vertreter beim Büro der Vereinten Nationen in Genf sowie außerordentlicher und bevollmächtigter Botschafter für Abrüstungsfragen.
Von 2007 bis 2011 war er Generaldirektor der  Abteilung Rüstungskontrolle im Außenministerium.
Von 2011 bis 2016 war er außerordentlicher und bevollmächtigter Botschafter, Ständiger Vertreter der Volksrepublik China bei den Vereinten Nationen und anderen internationalen Organisationen in Wien.
Am 17. Februar 2020 forderte er ein Ende des „harten“ Einreiseverbots. Am 23. April 2020 empfahl der australische Premierminister Scott Morrison China das gemeinsame Ziel die Welt vor Viren zu schützen, zu teilen und wies die Weigerung Pekings eine unabhängige Untersuchung der Ursachen der Coronavirus-Pandemie durchzuführen zurück.
Eine Untersuchung, die sich auf die Verantwortung Chinas für die weltweite Ausbreitung des Virus fokussiert, könnte „gefährliche“ Folgen für die australische Tourismusindustrie und Landwirtschaft haben, so Botschafter Cheng Jingye gegenüber der Zeitung „The Australian Financial Review“.
Er ist verheiratet und hat einen Sohn.